# قطعنامه ۱۶۶۸ شورای امنیت
قطعنامه ۱۶۶۸ شورای امنیت سازمان ملل متحد که در تاریخ ۱۰ آوریل ۲۰۰۶ تصویب شد، سندی بین‌المللی دربارهٔ دادگاه جنایی بین‌المللی برای یوگسلاوی سابق است. این قطعنامه طی نشست ۵۴۰۷ام با ۱۵ رای موافق، ۰ مخالف و ۰ ممتنع تصویب شد.